# 张尕怂
张尕怂（1989年—），本名张建煜，男，汉族，甘肃靖远人，西北民谣歌手，本科就读于中南林业科技大学。2012年退学，并于西北各地跟随民间艺人学习地方曲调，西宁贤孝、凉州贤孝、青海下弦、青海越弦、打搅儿、眉户小调、道情、灯影戏等，拜师于同为国家级非物质文化遗产代表性传承人的冯兰芳和刘延彪。新冠疫情期间创作的《甘肃有个大夫叫霞霞》、《早知道在家待这么久》走红网络。
关于他的纪录片《黄河尕谣》于2020年8日21日在中国大陆上映。

## 专辑
- 2014年《泥土味》
- 2014年《山头村，人家》
- 2016年《美滴很》
- 2017年《尕谣》
- 2019年《黄河尕谣》
- 2020年《土潮》

## 外部連結
- 光芒影展9th｜黃河尕謠 （页面存档备份，存于）國賓影城 ‧ 光芒影展 2019-09-26